# Теїксобактин
Теїксобактин (Teixobactin) — антибіотик, що є активним проти грам-позитивних бактерій, зокрема до таких бактерій як Staphylococcus aureus або Mycobacterium tuberculosis, які виявляють стійкість до поширених у клінічній практиці антибіотиків. Про його винахід опубліковано статтю в журналі Nature на початку січня 2015 року.

## Історія відкриття
Дослідники із Північно-Східного університету США в Бостоні розробляли метод вирощування бактерій у ґрунті в лабораторних умовах. Керівник групи професор Кім Льюїс заявив, що вони відкрили новий антибіотик — теїксобактин. Він знищує стафілококові інфекції у тварин, в той же час безпечний для тканин піддослідних ссавців. Теїксобактин діє тільки на грам-позитивні бактерії (мікроорганізми з одношаровою клітинною стінкою), наприклад, метицилін-резистентний стафілокок і туберкульозних мікобактерій. Це означатиме прорив у медицині, оскільки за останні роки з'явилися нові штами туберкульозу, що мають стійкість до більшості антибіотиків, хоча, на початку використання пеніциліну, навіть цей антибіотик досить ефективно лікував цю хворобу.
Антибіотик виробляє щойно відкрита ґрунтова бактерія Eleftheria terrae, з класу бета-протеобактерій.

## Механізм дії
Теїксобактин зв'язується з ліпідами, які беруть участь в утворенні елементів клітинної стінки грам-позитивних бактерій, заважаючи їх подальшій модифікації. Антибіотик взаємодіє з ліпідом ІІ, необхідним для синтезу пептидоглікану, і ліпідом ІІІ, який є донором тейхоєвої кислоти для клітинної стінки. Дослідники вважають, що така дія не дозволить бактеріям виробляти захист проти цього антибіотика.